# Mr. Rain
Mattia Balardi (Desenzano del Garda, 19 de noviembre de 1991), conocido por su nombre artístico Mr. Rain, es un cantante, rapero y productor discográfico italiano.

## Biografía
Balardi nació en Desenzano del Garda, comuna italiana de la provincia de Brescia, Lombardia. Inició su actividad musical en el 2011, cuando lanzó su mixtape debut Time 2 Eat. Respecto a la elección de su nombre artístico, Balardi explicó que sólo puede componer música cuando llueve.
En 2013, junto al rapero Osso, participó en la séptima temporada del talento italiano X Factor Italia. 
En 2013 participó en la séptima edición de X Factor junto al rapero Osso. Llegaron hasta el escenario de Judges Houses, donde fueron eliminados. Luego fueron elegidos para competir en un enfrentamiento final por un lugar extra en los shows en vivo, pero perdieron ante Roberta Pompa.
En enero de 2014 emprendió su primera gira, actuando por las principales ciudades italianas. El 12 de mayo de 2015, Mr. Rain lanzó su primer álbum Memories, anticipado por el sencillo Tutto quello che ho. El álbum consta de dieciséis canciones, incluido Carillon, certificado doble platino por FIMI en 2018. Supereroe fue lanzado el 2 de junio de 2016, certificado disco de oro. El 27 de enero de 2017 se lanzó el sencillo I grandi non piangono mai, seguido el 21 de junio por Rainbow Soda y el 22 de septiembre por Superstite.
El 5 de enero de 2018 se presentó Ipernova, que anticipó el segundo álbum Butterfly Effect, lanzado el 26 del mismo mes; un segundo sencillo, Ops, estuvo disponible el 17 de mayo. El 21 de septiembre, el álbum fue relanzado con el título Butterfly Effect 2.0, con cuatro bonus track y promocionado mediante una gira nacional.
El 17 de mayo de 2019 se lanzó el sencillo La somma, creado junto a Martina Attili y posteriormente certificado oro. El 13 de marzo de 2020 se lanzó el sencillo Fiori di Chernobyl, alcanzando el segundo lugar en el Top Singoli, con la participación del coro Cluster.
En 2023 participó por primera vez en su carrera en el Festival de la Canción de San Remo con la canción Supereroi, quedando en tercera posición. En la actuación participaron ocho niños de la escuela Industrie Musicali de Vallecrosia, cantando el coro, mientras que la versión de estudio de la misma canción estuvo acompañada por las voces blancas del coro "Mitici Angioletti" de Zelo Buon Persico. A partir del 12 de mayo estuvo disponible el sencillo La fine del mondo, cantado en colaboración con Sangiovanni. El 20 de octubre estuvo disponible el sencillo Un milione di notti, cantado en colaboración con Clara Soccini. En 2024 regresó al Festival de la Canción de San Remo con la canción Due altalene, que ocupó el puesto 17. En la velada de covers cantó su canción Mary con Gemelli DiVersi, con una pieza de Supereroi en la sección central.

## Discografía

### Álbum de estudio
| Año                                                                            | Título | Clasificaciones | Certificaciones |
| Año                                                                            | Título | ITA             | Certificaciones |
| ------------------------------------------------------------------------------ | --- | --------------- | --------------- |
| 2015                                                                           | Memories - Publicado: 12 de mayo de 2015 - Sello: Atlantic - Formatos: CD, descarga digital, streaming              | —               |                 |
| 2018                                                                           | Butterfly Effect - Publicado: 26 de enero de 2018 - Sello: Atlantic - Formatos: CD, descarga digital, streaming     | 3               | - ITA: Platino  |
| 2021                                                                           | Petrichor - Publicado: 12 de febrero de 2021 - Sello: Atlantic - Formatos: CD, descarga digital, streaming          | 5               | - ITA: Oro      |
| 2022                                                                           | Fragile - Publicado: 18 de marzo de 2022 - Sello: Atlantic - Formatos: CD, descarga digital, streaming              | 17              |                 |
| 2024                                                                           | Pianeta di Miller - Publicado: 1 de marzo de 2024 - Sello: Atlantic - Formatos: CD, LP, descarga digital, streaming | 2               |                 |
| "—" indica una publicación que no está clasificada o no publicada en ese país. | |                 |                 |

### Sencillos
| Año                                                                  | Título                                  | Clasificación | Clasificación | Certificación      | Álbum             |
| Año                                                                  | Título                                  | ITA           | SWI           | Certificación      | Álbum             |
| -------------------------------------------------------------------- | --------------------------------------- | ------------- | ------------- | ------------------ | ----------------- |
| 2015                                                                 | Tutto quello che ho                     | —             | —             | - ITA: Oro         | Memories          |
| 2015                                                                 | Carillon                                | —             | —             |                    | Memories          |
| 2015                                                                 | The Way You Do (feat. Valentina Tioli)  | —             | —             |                    | Memories          |
| 2015                                                                 | Grazie a me                             | —             | —             |                    | /                 |
| 2016                                                                 | Supereroe                               | —             | —             | - ITA: Oro         | /                 |
| 2017                                                                 | I grandi non piangono mai               | 61            | —             | - ITA: Platino     | Butterfly Effect  |
| 2017                                                                 | Rainbow Soda                            | —             | —             |                    | Butterfly Effect  |
| 2017                                                                 | Superstite (feat. Osso)                 | —             | —             |                    | Butterfly Effect  |
| 2018                                                                 | Ipernova                                | 17            | —             | - ITA: Platino (2) | Butterfly Effect  |
| 2018                                                                 | Ops                                     | 33            | —             | - ITA: Platino     | Butterfly Effect  |
| 2019                                                                 | La somma (feat. Martina Attili)         | 44            | —             | - ITA: Oro         | /                 |
| 2020                                                                 | Fiori di Chernobyl                      | 2             | —             | - ITA: Platino (2) | Petrichor         |
| 2020                                                                 | 9.3                                     | 42            | —             | - ITA: Platino     | Petrichor         |
| 2021                                                                 | Non c'è più musica (feat. Birdy)        | 71            | —             |                    | Petrichor         |
| 2021                                                                 | A forma di origami                      | 97            | —             |                    | Petrichor         |
| 2021                                                                 | Meteoriti                               | 46            | —             | - ITA: Platino     | Petrichor         |
| 2022                                                                 | Crisalidi                               | —             | —             |                    | Fragile           |
| 2022                                                                 | Sincero (feat. Alfa)                    | —             | —             |                    | Fragile           |
| 2023                                                                 | Supereroi                               | 2             | 6             | - ITA: Platino (5) | Pianeta di Miller |
| 2023                                                                 | La fine del mondo (con Sangiovanni)     | 28            | —             | - ITA: Platino     | Pianeta di Miller |
| 2023                                                                 | Per sempre ci sarò                      | —             | —             |                    | /                 |
| 2023                                                                 | Un milione di notti (con Clara Soccini) | 17            | —             | - ITA: Oro         | Pianeta di Miller |
| 2024                                                                 | Due altalene                            | 10            | —             |                    | Pianeta di Miller |
| "—" indica una publicación no clasificada o no publicada en el país. |                                         |               |               |                    |                   |

#### Artista invitado
| Año                                                                  | Título                              | Clasificación | Certificación  | Álbum   |
| Año                                                                  | Título                              | ITA           | Certificación  | Álbum   |
| -------------------------------------------------------------------- | ----------------------------------- | ------------- | -------------- | ------- |
| 2018                                                                 | Un domani (Annalisa feat. Mr. Rain) | 36            | - ITA: Platino | Bye Bye |
| 2019                                                                 | Roma (Maite Perroni feat. Mr. Rain) | —             |                | /       |
| 2020                                                                 | Via di qua (J-Ax feat. Mr. Rain)    | 38            | - ITA: Oro     | ReAle   |
| "—" indica una publicación no clasificada o no publicada en el país. |                                     |               |                |         |

#### Colaboraciones
| Año  | Título                     | Dueto           | Álbum                 |
| ---- | -------------------------- | --------------- | --------------------- |
| 2016 | Da un altro pianeta        | Diluvio         | Senza paura           |
| 2018 | Niente di speciale         | Benji & Fede    | Siamo solo Noise      |
| 2019 | Icaro                      | Irama           | Giovani per sempre    |
| 2023 | La pioggia prima di cadere | Federica Abbate | Canzoni per gli altri |
| 2023 | Siamo qui                  | Jamil           | Flow                  |